# Ланксесс-Арена
Ланксесс-Арена (нім. Lanxess Arena) — льодовий стадіон хокейного клубу «Кельнер Гайє». Вміщує 18 500 глядачів під час хокейних матчів, 20 000 під час концертів.
Стадіон також є домашньою ареною гандбольного клубу «Гуммерсбах» і баскетбольного клубу «Кельн РейнСтарс».

## Концертна діяльність
На арені проходило чимало концертів, зокрема, таких відомих виконавців, як Depeche Mode, Елтон Джон, Прінс, Kiss, Scorpions, Пол Маккартні, Дуа Ліпа та інші.

## Спортивні змагання
У травні 2001 арена приймала матчі чемпіонату світу з хокею 2001.
Тут відбувся чемпіонат світу з гандболу серед чоловіків 2007 року.
13 червня 2009 відбувся абсолютний бійцівський чемпіонат, до того ж це були перші подібні змагання в Німеччині.
У травні 2010 арена приймала матчі чемпіонату світу з хокею, зокрема тут проводили свої матчі група A та група D, кваліфікаційний турнір групи E, півфінали, матч за третє місце та фінал.
29—30 травня 2010 тут проходив фінальний турнір Ліги чемпіонів ЄГФ.
22—23 серпня 2015 вперше проходили змагання Counter-Strike: Global Offensive, 5—10 липня 2016 арена приймала вдруге цей турнір, а 7—10 липня 2017 цей турнір відбувся тут втретє.
З 5 по 23 травня 2017 арена вдруге приймала чемпіонат світу з хокею.
З 22 по 24 травня 2020 року тут планували провести фінал чотирьох Євроліги з баскетболу⁣, але турнір скасували через пандемію COVID-19.
У 2020 відбулись тенісні турніри ATP 250.
З 28 по 30 травня 2021 року тут відбувся фінал чотирьох Євроліги з баскетболу.
Тут відбудуться матчі групового етапу чемпіонату Європи з баскетболу 2022.

## Галерея

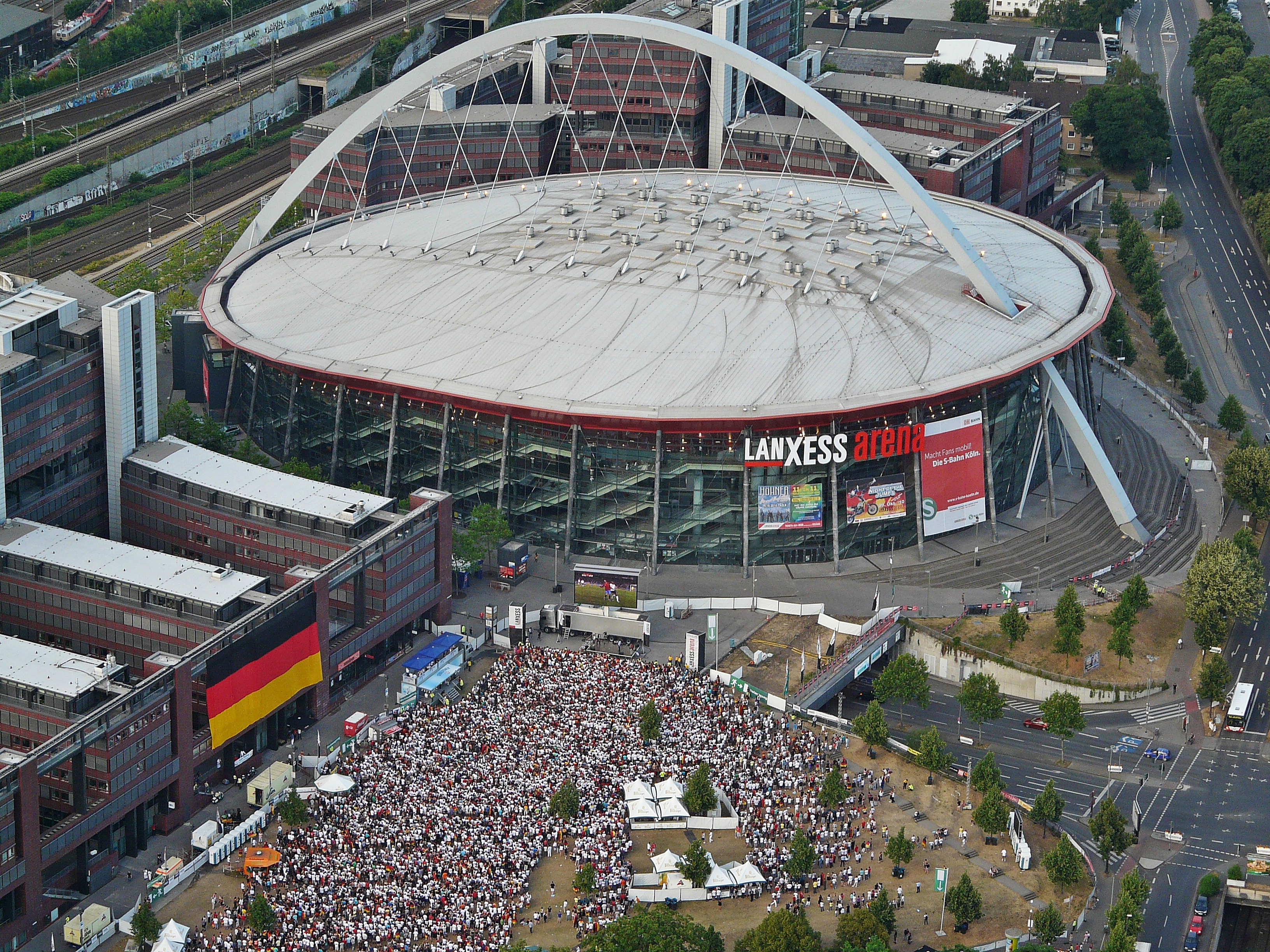
Екстер'єр арени
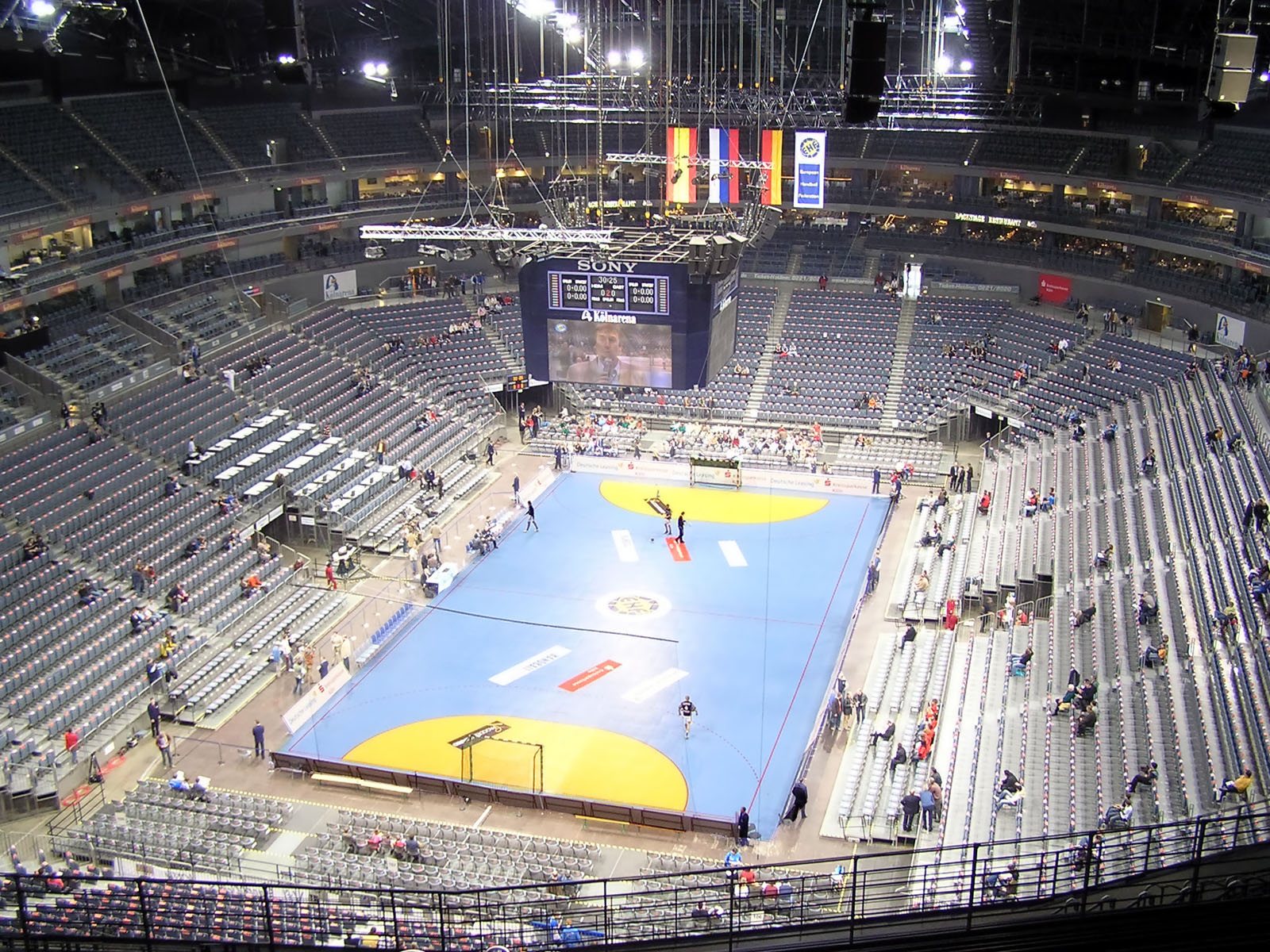
Інтер'єр арени
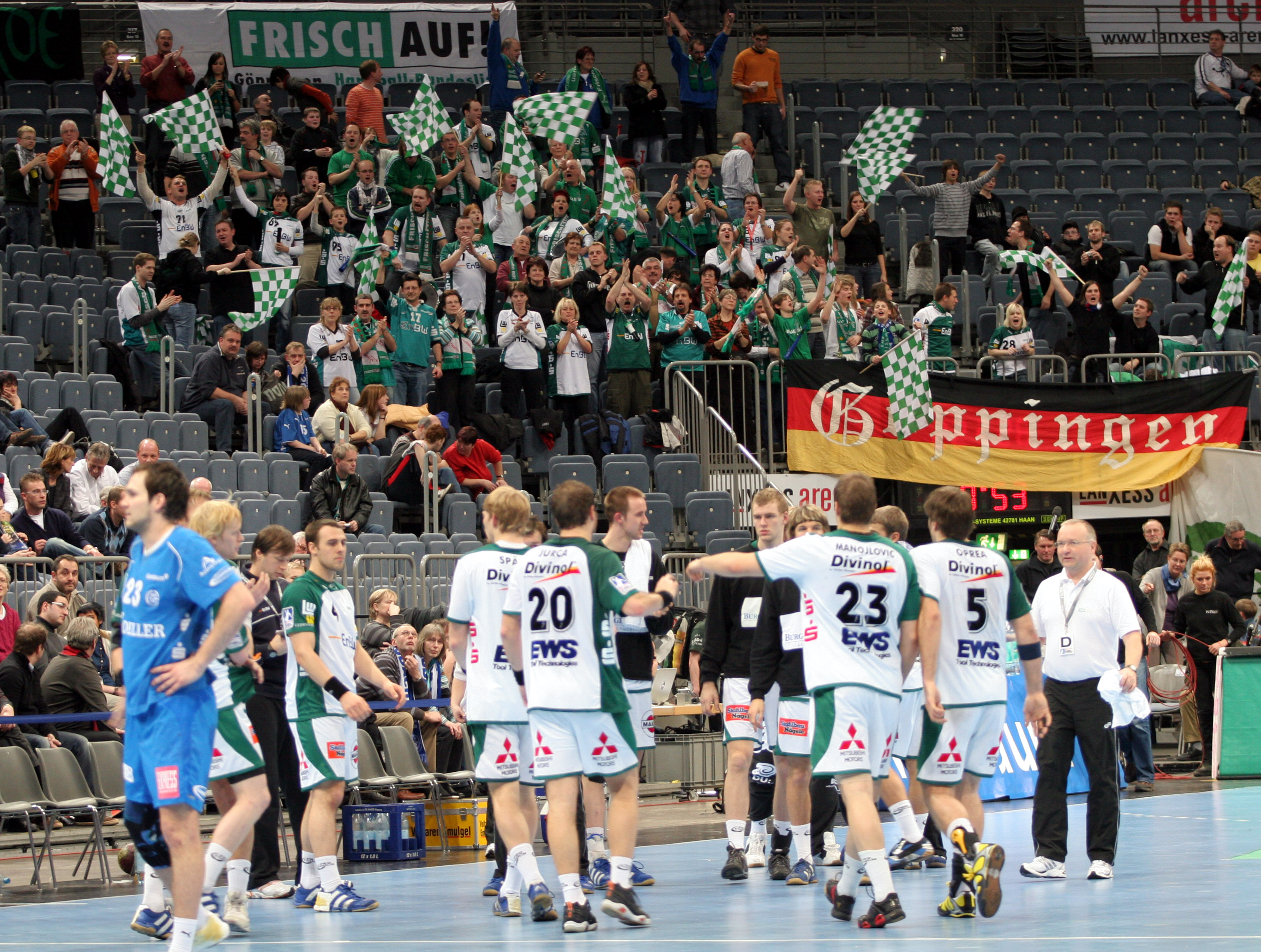
Матч ГК «Гуммерсбах»
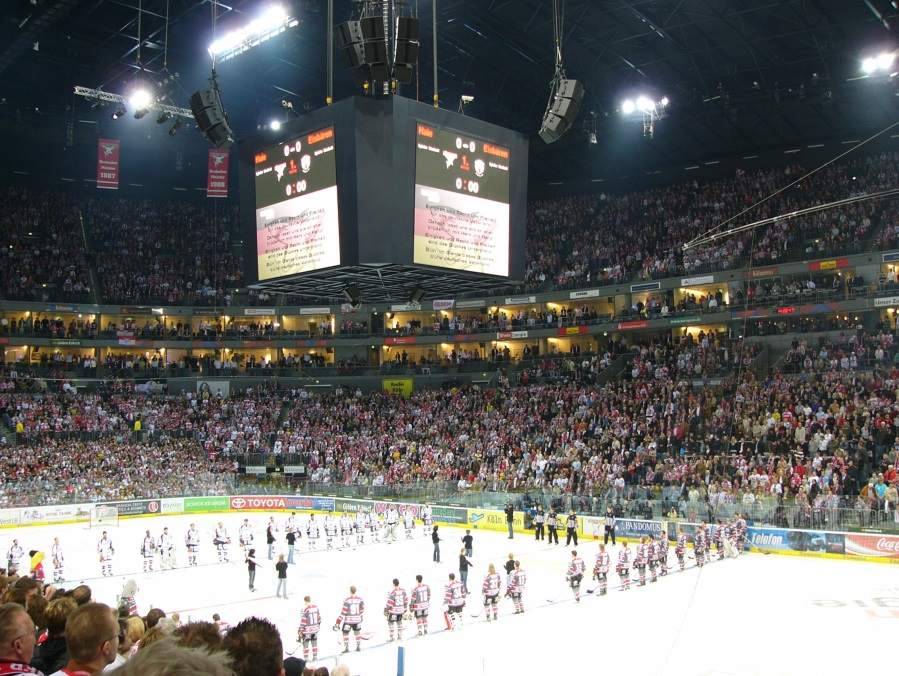
Під час хокейного матчу в 2008 році